# 磯田龍生
磯田 龍生（いそだ りゅうせい、1993年4月13日 - ）は、群馬県出身の日本の俳優。オフィス作所属。　

## 経歴
専門学校入学の為上京。卒業後、フリーランスでモデル活動をし　多くのブランドビジュアル、ファッションショー、雑誌、にて撮影を経験。
イタリア、ミラノで開催のミラノコレクションにてDolce&Gabbanaのショーにモデルとして参加。
またアーティストD.A.Nの　ミュージックビデオをきっかけに　役者の道を決意。　のちにオフィス作の大型オーディションに参加し所属。

## 出演
【モデル】
- 2017「ドルチェ＆ガッバーナ 2018年春夏メンズコレクション」出演
- 2017「ドルチェ＆ガッバーナ MILLENNIALS DOLCE&GABBANA TOKYO」出演

【ドラマ】
- 2018「インベスターZ」#1(TX 系列)
- 2017「スモーキング」#8(TX 系列)

【映画】
- 2024「走れない人の走り方」[1]

【配信映画】
- 2023「犬」（NOTHING NEW）[2]

【MV】
- 2018 mabanua「Blurred」
- 2017 大橋トリオ「SHE」
- 2017 D.A.N.「SSWB」
- 2017 D.A.N.「Shadows」

【広告】
- 2018～ TOHO cinemas＆コカコーラ シネアド「POP＆COKE」
- 2018 Zoff「EYE am a HERO!」
- 2017 アンハイザー・ブッシュ・インベブ ジャパン「CORONA WINTER ESCAPE 2017-2018」
- 2017 花王「ビオレ メイク落とし」